# Capriccio italien
Le Capriccio italien en la majeur (en russe : Итальяанское каприччио ; en orthographe précédant la réforme de 1917-1918 : Итальянское каприччіо), op. 45, est un poème symphonique de Piotr Ilitch Tchaïkovski composé entre janvier et mai 1880 et joué pour la première fois le 18 décembre 1880, à Moscou. C'est l'une des œuvres les plus populaires de Tchaïkovski. 

## Genèse
Le compositeur, lors d'un voyage en Italie (un pays qu'il appréciait particulièrement), fut charmé par la beauté du Carnaval de Rome. Recueillant des mélodies du folklore italien dans des recueils ou parfois même dans la rue, il composa ce Capriccio. Le Capriccio italien est donc une sorte de carnet de voyage de Tchaïkovski. Il termine la composition de l'œuvre à Kamenka le 27 mai 1880.
Tchaïkovski dit de cette œuvre : « Je ne sais à quoi m'en tenir sur la valeur que possède ce morceau, mais je sais parfaitement qu'il sonnera fort bien, car l'orchestre y est traité avec éclat et sens de l'effet. »

## Création
Le Capriccio italien fut joué pour la première fois le 18 décembre 1880, à Moscou, sous la direction de Nikolaï Rubinstein.

## Orchestration
| Instrumentation du Capriccio italien                                                             |
| Bois                                                                                             |
| 3 flûtes (la 3e prend le piccolo), 2 hautbois, 1 cor anglais, 2 clarinettes (en la), 2 bassons   |
| Cuivres                                                                                          |
| 4 cors (en fa), 2 cornets (en la), 2 trompettes (en mi), 3 trombones (2 ténors et 1 basse), tuba |
| Percussions                                                                                      |
| timbales, cymbales, grosse caisse, tambourin, triangle, glockenspiel                             |
| Cordes                                                                                           |
| 1 harpe, premiers violons, seconds violons, altos, violoncelles, contrebasses                    |

## Analyse
Une énergique fanfare de trompettes ouvre l'œuvre, prélude à la première partie, dont flûtes et hautbois traitent plus tard en canon le thème douloureusement mélancolique, tandis que la « reprise » le combine à la fanfare. Le thème en la majeur de la seconde section, de ton populaire et italianisant, se voit paraphrasé avec de plus en plus de densité par de brillantes figurations, une batterie mise en jeu avec une délicate sensibilité apporte des accents de scherzo. C'est avec encore plus de rapidité et de virtuosité que se déroule la troisième partie, dont les flûtes entonnent le premier thème auquel le cor fournit un contrepoint marcatissimo. Au-dessus d'un rythme invariable se fait alors entendre une chanson napolitaine qui, après une brève reprise du thème principal (de la première section), conduit à la Tarentelle finale. La partie médiane de celle-ci est constituée par la répétition, avec grande distribution, de la seconde section, à quoi succède la coda, qui s'intensifie d'un pianissimo à un triple forte et amène en furioso la conclusion de l'œuvre. 
La partition est dédiée à Karl Davidov et son exécution dure approximativement 15 minutes. Tchaïkovski arrangea aussi son Capriccio italien pour deux piano (quatre mains) en 1880.